# Борис Карлофф
Бори́с Ка́рлофф (англ. Boris Karloff, настоящее имя — Уи́льям Ге́нри Пратт (англ. William Henry Pratt); 23 ноября 1887[…], Далуич — 2 февраля 1969[…], Мидхерст, Западный Суссекс) — американский характерный актёр британского происхождения, более всего известный по ролям в фильмах 1930-50-х годов. В общей сложности в период с 1919 по 1969 год Карлофф сыграл в более чем 170 фильмах, а также в многочисленных телесериалах, включая исполнение главной роли рассказчика в телесериале-антологии «Триллер» (1960—1962).
Начав актёрскую карьеру в 1919 году с эпизодических ролей, в 1920-х годах Карлофф перебрался в Голливуд, где прорыв для него наступил после выхода фильма «Франкенштейн» (1931), в котором он сыграл роль Чудовища. С тех пор за актёром закрепилось амплуа злодея. Самыми значимыми фильмами в карьере Карлоффа также являются «Невеста Франкенштейна» (1935) и «Мумия» (1932). За свою актёрскую карьеру Карлофф сыграл множество ролей в кино и на телевидении, в театре и на радио, а также участвовал в записи детских пластинок. Критики называли актёра Karloff the Uncanny (Карлофф Ужасный) и The Master of Horror (Мастер Ужаса).
За вклад в развитие кинематографии и телевидения Борис Карлофф был награждён двумя звёздами на голливудской «Аллее славы».

## Жизнь и карьера

### Семья, детство и юношество

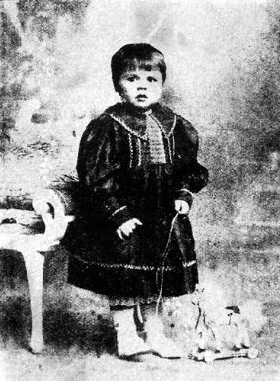
Уильм Генри Пратт в 3 года. Примерно 1890 год.

Большая старая англосаксонская семья Пратт осела в Англии ещё в средние века и состояла с тех пор на службе британской короне. Дедушка Уильяма Эдвард Джон Пратт-старший поддерживал империю в качестве лейтенанта морских пехотинцев Почетной Ост-Индской компании. Он вступил в ряды морской пехоты в Бенгалии 15 октября 1815 года. Будучи первым лейтенантом на Тенате, он женился на мисс Маргарет Шилс 20 июля 1818 года. Менее чем через девять месяцев 6 апреля 1819 года, она родила дочь Маргарет Кэролайн Пратт, а 8 ноября 1824 года в Каракумах, в возрасте 24 лет она умерла. Эдвард Джон Пратт-младший родился 15 октября 1827 года предположительно в Англии, кто является его матерью неизвестно, но возможно это была индианка. К Рождеству 1829 года, когда лондонский пароход Charles Kerr прибыл в Бомбей, двухлетний Эдвард Джон Пратт-младший и его единокровная сестра находились под присмотром женщины по имени миссис Шарлотта Белласис. 7 апреля 1833 года, когда юному Эдварду было пять лет, Шарлотта и её муж Джон усыновили детей в Бомбее. 

Эдвард Джон Пратт-младший работал государственным служащим, он был помощником сборщика налогов на соль и занимал эту должность вплоть до выхода на пенсию в 1878 году. 10 апреля 1849 года он женился на 17-летней девушке по имени Джулианна Кэмпбелл в Каракуме. 12 января 1850 года Джулианна умерла во время родов. Спустя три года Эдвард женился на женщине по имени Шарлотта, 18 августа 1855 года она родила девочку, Элизу Джулию. К 1860 году Шарлотта умерла и спустя примерно два года Эдвард начал отношения с другой женщиной. Её имя неизвестно и никаких записей об их браке не существует, но 3 августа 1863 года у пары родился Чарльз Рэри Пратт, по другому источнику он родился 30 августа 1863 года. 27 октября 1864 года Эдвард заключил свой третий (возможно, четвёртый) брачный союз с Элизой Сарой Миллард, которой было всего два года, когда он впервые стал отцом в 1850 году. Мать Элизы, которую также звали Элиза, была дочерью капитана Томаса Максвелла Кроуфорда, командующего британскими войсками в Лахоре, где он был убит во время сикхского восстания 1841 года. После смерти Кроуфорда его жена Селина осталась в Индии, где их вторая дочь Анна в Рождество 1849 года вышла замуж за молодого офицера армии по имени Томас Леонуэнс. После Анна Леонуэнс прославилась как писательница и активистка движения за права женщин, а события её жизни легли в основу романа Маргарет Лэндон «Анна и король Сиама», фильмов «Анна и король Сиама», «Анна и король», мюзикла «Король и я» (также экранизированного) и телесериалов. Дедушка Уильяма по материнской линии служил в конной артиллерии в Бомбее. Одним из его племянников был выдающийся итальянский художник комиксов Уго Пратт. Также родственником Уильяму приходится английский писатель и актёр Дэннис Чарльз Пратт, более известный под псевдонимом Квентин Крисп.

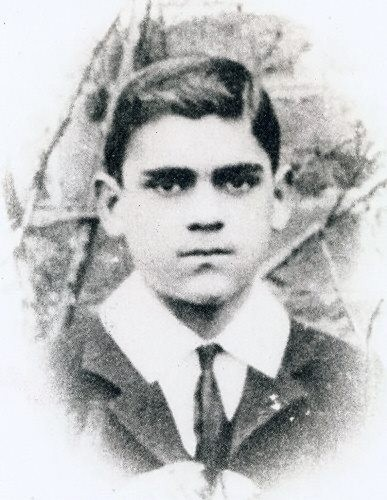
Уильям Генри Пратт в 11 лет. 1899 год.

Первым в семье Эдварда Джона Пратта-младшего и Элизы Сары Миллард родился Эдвард Миллард Пратт 29 августа 1865 года в Индии. Следом 13 апреля 1867 года родился Джордж Марлоу Пратт, 4 декабря 1869 года Фредерик Гренвилл Пратт. В 1874 году родился четвёртый сын Дэвид Кэмерон Пратт, возможно в том же году родилась первая дочь Джулия Гонория Пратт, по другим данным она могла родиться в 1875 году. А 13 января 1876 года на свет появился Джон Томас Пратт. Седьмым ребёнком был Ричард Септимус Пратт, родившийся 11 октября 1882 года. В каком году родился Чарльз Рори Пратт неизвестно. Сначала семья Пратт проживала в Индии, однако ещё до рождения Уильяма Генри они переехали обратно в Англию, отец же остался на службе в Индии и очень редко бывал дома.

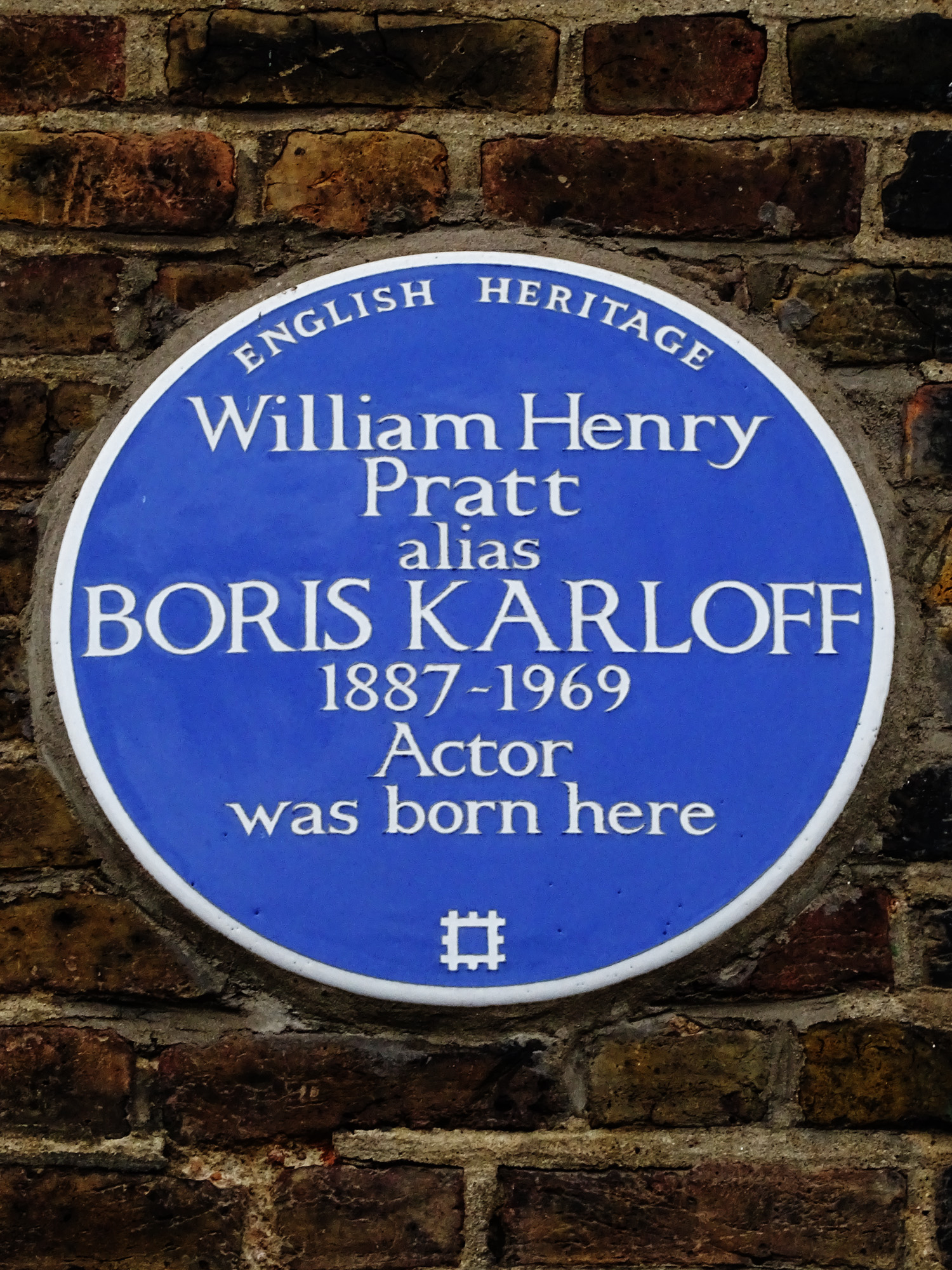
Памятная табличка на доме в котором родился Борис Карлофф на 36 Forest Hill Road.

Уильям Генри Пратт появился на свет 23 ноября 1887 года в Лондоне. Дом, где родился Уильям (36 Forest Hill Road, Восточный Далуич, Лондон), ныне отмечен памятной доской. Уильям был младшим ребёнком из 9 детей. Большинство биографов считают, что у Карлоффа могут быть индийские предки, эту теорию подтверждают исследования семейного древа актёра. Киножурналист Эллиотт Стейн говорит, что мать Уильяма, возможно, могла забеременеть от египтянина во время посещения Суэцкого канала. Отец Карлоффа оставил свою беременную жену, жившую с ним в Индии, отослав её обратно в Англию с детьми, где она и родила Уильяма Генри в одном из семейных домов Праттов; вскоре после этого оба родителя умерли. Стейн не упоминает никаких источников, но он лично знал Бориса Карлоффа и провёл одно из последних интервью с ним перед смертью.
В 1893 году умерла Элиза Сара Миллард. Немного позже отец бросил семью и уехал во Францию. Сёстры и братья поддерживали Уильяма и помогли окончить учёбу. В детстве Уильям был очень тихим и спокойным ребёнком, слегка кривоногим, шепелявил и заикался. Он любил играть в различные ролевые игры, хоккей на траве и кататься на велосипеде. Пратт жил в разных районах южнее Лондона (современный округ Саутуарк): в Камберуэлле и Ист-Дулвиче к югу от Лондона, в районе Саутуарк. Когда Уильяму исполнилось семь лет, его забрала к себе сводная сестра Эмма Кэролайн Пратт, 1850 года рождения, всего на два года младше его матери, она проживала в Энфилде, Мидлсекс, чуть севернее Лондона. Позже семья несколько раз переезжала.
Уильям учился в Энфилдской начальной школе, затем в Аппингемской школе, в 1899 году Уильям поступил в частное училище Мерчант Тэйлорс в Нортвуде. В свободное время Уильям играл в крикет, посещал Энфилдский крикетный клуб, где и по сей день висит на стене его фото. Он рано заинтересовался театром, исполнял роли в рождественских сказках, а в девять лет выступил в роли короля сказочных духов в постановке «Золушка». Затем он учился в Королевском колледже Лондонского университета. По семейной традиции Уильям, вслед за своими старшими братьями, должен был выстроить дипломатическую карьеру в британских колониях, однако увлекся актёрской игрой.

Я должен был поступить в консульскую службу в Китае... и после окончания школы я пошёл в Королевский колледж, Лондонский университет, чтобы по-настоящему подготовиться к этим экзаменам, но я не сделал ни шагу, потому что: А, я был уверен, что не смогу сдать экзамены; и Б, я не хотел этого делать. Я был полон решимости стать актёром...Оригинальный текст (англ.)I was supposed to go into the consular service in China…and after I left school, I went to King’s College, University of London, to really cram for these exams, but I didn’t do a stroke of work because: A, I was quite sure I couldn’t pass the exams; and B, I didn’t want to. I was determined to be an actor…— Борис Карлофф
Молодой Пратт посещал частные уроки актёрского мастерства, выступал на сцене, играл в спектаклях в университете. Его первый профессиональный дебют на сцене театра состоялся в пьесе «Дьявол» Франса Банара. Вскоре театральные подмостки стали важнее учёбы, которой он всё больше стал пренебрегать.

### Эмиграция
Когда Уильяму был 21 год, в 1909 году, с согласия своей семьи, на корабле Empress of Britain он уплывает из Ливерпуля в Монреаль. Предварительно 7 мая 1909 года Уильям посетил лондонский офис канадской компании, заявив, что намерен стать фермером по прибытии в Северную Америку. А 17 мая по прибытии в Монреаль он явился к канадскому чиновнику для выполнения работы по сельскому хозяйству. Его отправили на ферму Теренса О’Рейли, расположенную в восьми милях от Гамильтона, провинция Онтарио. Всю позднюю весну и начало лета Уильям работал на ферме за 10 долларов в месяц, ему приходилось каждый день вставать в 4 часа утра и в 4:30 уже начинать работу. После трёх месяцев работы на ферме Пратт уволился и ещё какое-то время подрабатывал в городе Банф. Далее он уехал в Ванкувер, где нашел работу за 25 центов в час, нужно было копать ипподром и ярмарочную площадь. До получки первой зарплаты, которая была только через неделю, Пратту приходилось жить на 4 цента в день. Далее, благодаря знакомству, он переехал в Британскую Колумбию, где нужно было прокладывать рельсы по 10 часов в день, шесть дней в неделю, но платили уже больше. Далее Уильям успел поработать в компании по продаже недвижимости, прокладывал трамвайные пути, расчищал землю и выгребал уголь для электрокомпании Британской Колумбии, а затем присоединился к одной из их исследовательских групп, работающих около некоторых озёр примерно в 70 милях от Ванкувера. Позже театральный агент Уолтер Келли, к которому Пратт обратился во время предыдущей поездки в Сиэтл, прислал Уильяму письмо, в котором сообщал о том, что акционерная компания ищет «кого-то с одной головой и парой ног». Полагая, что ему предложили эту должность, потому что никто другой не согласился бы на неё, Пратт соглашается на работу и выезжает за 250 миль в город Камлупс, в театральную труппу Джеан Расселл.

#### Уильям Генри Пратт берёт псевдоним Борис Карлофф
Секрет успеха в Голливуде заключается в том, чтобы отличаться от всех остальных. Найди то, что никто другой не сможет или не захочет сделать — и они (люди) начнут обращать на тебя внимание. Голливуд полон компетентных актёров. Что нужно экрану, так это индивидуальность!
В поезде он пришел к выводу, что его имя не самое удачное для актёра. Уильям Генри Пратт взял псевдоним Борис Карлофф. Дочь актёра Сара Карлофф в одном из интервью сказала, что свой псевдоним её отец придумал в 1920-х годах, когда играл в театре Британской Колумбии, но имя в паспорте отец не менял, Сара уточнила, что она «единственный законный Карлофф». Согласно его собственным словам, фамилия Карлофф относится к славянским корням его матери, Сара Карлофф публично отрицала какие-либо знания о славянских предках, «Карловых» или иных. Фамилия Karloff или Karlow может происходить от названия таких мест как Карлштадт, Карлсхоф или Карлсдорф и от такой же фамилии на русском языке. Фамилия может быть образована от подобных в чешском, сербском, словацком и болгарском языках. Вполне возможно, что среди предков Карлоффа были люди из этих мест, но на сегодняшний момент точных подтверждений этому нет. Не исключено более прагматическое объяснение необычного для Голливуда выбора имени: поскольку актёр из-за довольно мрачной, не в классическом смысле «привлекательной» внешности, с самого начала своей карьеры выступал в ролях злодеев и аутсайдеров, то и имя специально выбрал грубое, резкое и запоминающееся. Существует версия, что взять псевдоним Пратту посоветовал коллега по актёрскому мастерству — Лон Чейни, с которым Карлоффа познакомил актёр Уильям Десмонд Тейлор. Карлофф ценил Чейни за его чуткое отношение к людям с ограниченными физическими возможностями, ведь Лон сам вырос в семье глухонемых, но плотной дружбы у актёров не сложилось.

### 1910-е — 1920-е годы

#### Работа в театре

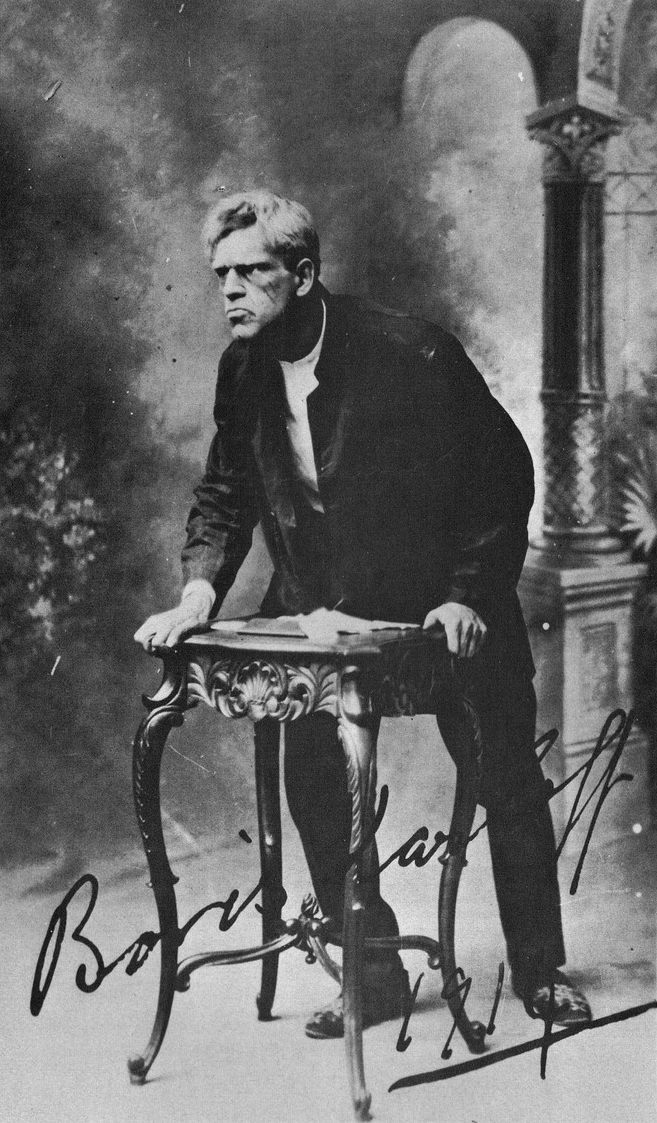
Борис Карлофф в постановке Гарри Сент-Клера «Заплатить сполна» 1914 года.

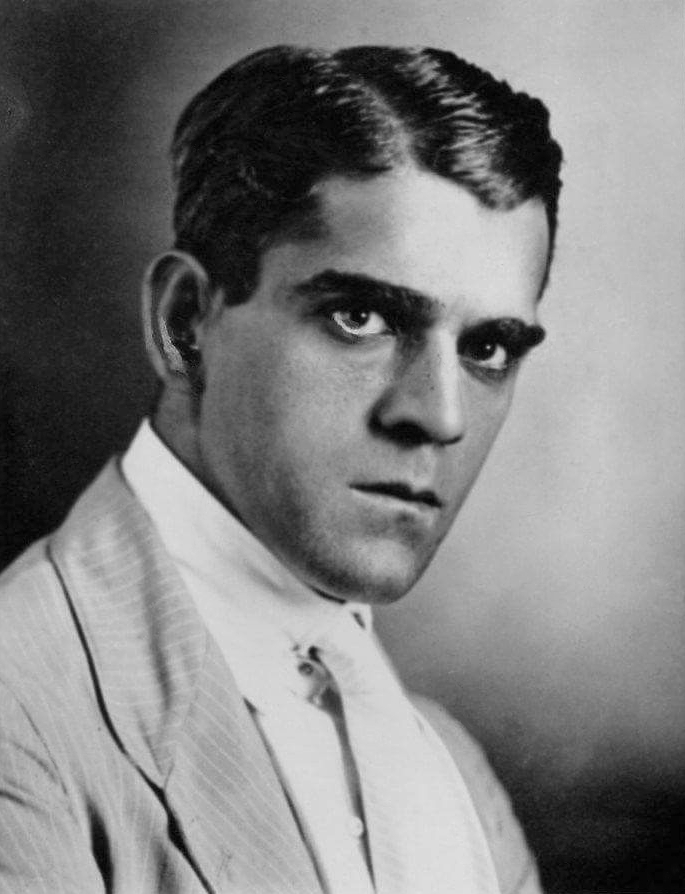
Борис Карлофф в 1913 году.

Вскоре после приезда в Канаду, Карлофф женится на актрисе английского происхождения Олив де Уилтон, судя по составленному фамильному древу на официальном сайте, их свадьба состоялась в 1913 году, существуют другие данные, по которым они могли пожениться в 1909 году или в 1915 году. Развод произошёл примерно в 1919 году, в том же году де Уилтон вернулась в Англию, где работала в нескольких актёрских труппах, в качестве актёра, драматурга и бизнес-менеджера. Позже она вернулась в Канаду, жила в Монреале, выступала в театре, кино и радиопостановках, а также перед уходом на пенсию писала для Канадской государственной службы кинематографии.
Поначалу Борис Карлофф жил в основном в маленьких городах, играя за гроши в местных театрах и зарабатывая на жизнь чем придётся. Он был разнорабочим на фермах, занимался укладкой рельс, строил дорогу, был продавцом мороженого, а также водителем грузовика. Известно, что в 1912 году в Реджайне, провинции Саскачеван, Карлофф добровольцем участвовал в спасательных работах после прошедшего в городе торнадо. Работая грузчиком, он повредил спину и потом на протяжении всей жизни испытывал проблемы с позвоночником. Вскоре после начала Первой мировой войны в 1914 году Пратт добровольно вызвался поступить в британскую армию, но был отклонен по медицинским показаниям: проверяющий врач ошибся и диагностировал у Бориса проблемы с сердцем. По словам его близкой подруги Синтии Линдсей это оказался «серьезный ошибочный диагноз».
В 1916 году Борис Карлофф накопил 60$ и переехал жить в Чикаго, на улице Норт-Кларк Стрит он снял небольшую квартиру за 4$ в неделю. Карлофф искал работу в театре и потому практически каждый день посещал офис местного театрального агента Майло Беннета. Агент нашёл Карлоффу театральную труппу, у которой намечался 10-недельный тур по Западной Виргинии. После завершения тура и возвращения в Чикаго, у Карлоффа было 50$ на которые он жил до тех пор, пока не осталось всего десять центов. Далее небольшая театральная труппа забрала его на гастроли в Миннесоту. А после Борис Карлофф присоединился к труппе Билли Беннетта, которая гастролировала по всему Среднему Западу, исполняя «Вирджинию» Оуэна Уистера. В роли злодея Трампаса он выступал в Айове, Канзасе, Колорадо и Неваде, пока не достиг Калифорнии в декабре 1917 года. После Карлофф сменил ещё несколько трупп и ездил с выступлениями по стране до тех пор пока в 1918 году они не остановились в Сан-Франциско в самый разгар эпидемии гриппа. Театральная работа приостановилась и у Бориса Карлоффа заканчивались деньги. Его друг Альфред Олдрич, руководивший водевильным спектаклем, одолжил Борису денег на еду и жильё, пока тот не найдёт другую актёрскую работу.

#### Актёр массовки и роли второго плана
В 1910-х годах (точная дата неизвестна) Борис Карлофф приехал в Голливуд и начал искать работу, в процветающем тогда кинематографе. Поначалу он появлялся в качестве статиста на задних планах. Ходят слухи, что первым фильмом в котором снялся Карлофф, стала немая мелодрама 1916 года режиссёров Филлипса Смолли и Лоис Уэбер «Немая из Портичи» (по мотивам одноимённой оперы Даниэля Обера). Главную роль в картине сыграла русская прима-балерина Анна Павлова, для которой это была первая и единственная роль в кино. Сам же актёр никогда не рассказывал об этом фильме и не упоминал о том, что работал с Павловой. Биографы актёра не вносят этот фильм в официальную фильмографию Карлоффа. В одном из интервью Борис Карлофф сообщил, что впервые появился на экране в массовке в фильме режиссёра Фрэнка Борзейги, но не уточнил, что это был за фильм.

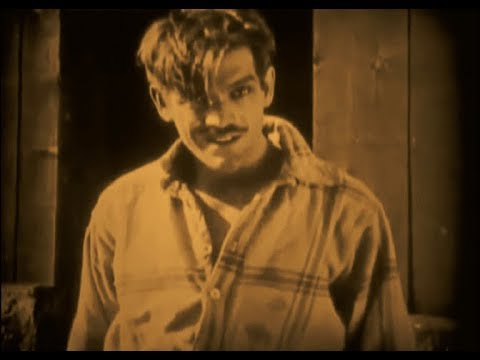
Борис Карлофф в фильме «Более смертоносный пол» (1920)

Олдрич познакомил Бориса с Альбертом МакКуорри, который играл много второстепенных ролей в фильмах Дугласа Фэрбенкса. Фэрбенкс как раз недавно основал компанию United Artists вместе с Чарльзом Чаплином, Мэри Пикфорд, и Дэвидом Уорком Гриффитом. «Его величество, американец» (1919) был первым фильмом, выпущенным новой компанией. Фильм рассказывает историю молодого Уильяма Брукса, жителя Нью-Йорка, который отправляется в Мексику в поисках приключений. После своего прибытия в Мексику он встречается со злыми революционерами и побеждает их, тем самым завоёвывая сердце девушки. Одного из латиноамериканских солдат играл Борис Карлофф, эта роль считается его первой известной подтверждённой ролью в кино. На съёмках в «Его величество, американец» Борис получал 5 долларов в день, что было гораздо больше тех денег, которые он получал играя в театре главные роли. Позже он вспоминал: «Я думал, что заработал состояние». Карлофф смог снять себе комнату в доме на Банкер Хилл с видом на центр Лос-Анджелеса. За роли в мини-сериалах «Оседлавший молнию» (1919) и «Наездник в маске» (1919) Борис получал уже 7,5 долларов в день. В том же 1919 году Карлофф снялся в маленькой роли в фильме «Принц и Бетти», продюсером которого был Джесси Д. Хэмптон и он же позвал Карлоффа в следующий фильм, где его роль была уже существенно больше. В комедии Роберта Торнби «Более смертоносный пол» (1920) с Бланш Свит в главной роли, Борис исполнил свою первую существенную и яркую роль злодея, франко-канадского охотника Джулеса Борни. Похожую роль Карлофф сыграл и в своём следующем фильме «Храбрость Мардж О'Дун» (1920) с Полин Старк в главной роли.
Теперь Борис жил в Лос-Анджелесе, на Саут-Хоуп-стрит, 327. В июле 1920 года он женился во второй раз, на 24-летней музыкантше Лорене Уильямс. Лорена родилась в Нью-Мексико, но позже, вместе с родителями переехала в Филлипсбург, штат Монтана, а далее в Лос-Анджелес, где и познакомилась с Борисом.
В конце 1920 года Борис снялся в масштабной экранизации романа Джеймса Фенимора Купера «Последний из могикан», но роль опять была не значительной, он играл одного из индейцев. В следующие несколько лет, из-за смуглого цвета кожи и слегка экзотической внешности, Бориса Карлоффа брали лишь на роли злодеев-арабов. Самой заметной ролью этого периода для него становится, роль главного злодея, жреца Дакара, в 15-серийном сериале «Тайна алмаза надежды» (1921). В фильме «Обманутые сердца» (1921) Карлофф опять появляется вместе со своим другом Альбертом МакКуорри и они играют двух выходцев с Ближнего Востока. В это время Карлофф зарабатывал уже 150 долларов в неделю. В кино у Карлоффа уже сложилось определённое амплуа и он не хотел сниматься везде подряд, предпочитая подождать более подходящие роли. И на какое то время он устроился на стройку, сначала ему приходилось таскать 100-фунтовые мешки, а после того как на стройке решили расширить автопарк, Карлофф сел за руль автомобиля, на нём он проработал 18 месяцев, получая 40 центов в час.

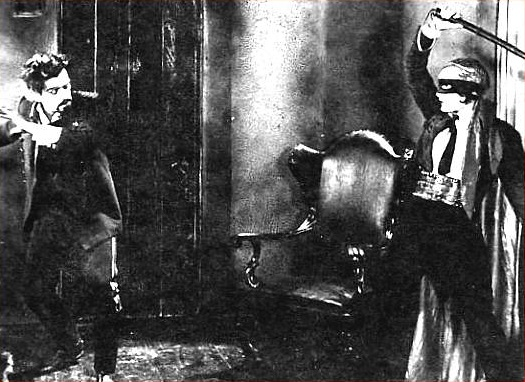
Борис Карлофф и Эвелин Брент в фильме «Леди Робин Гуд» (1925)

В 1922 году Карлофф играет роль Святого Имама Моваффака в фильме «Омар-палаточник» режиссёра Джеймса Янга. В 1924 году Борис Карлофф снялся в комедии «Динамит Дэн», где он сыграл заметную роль, человека, который грабит своего работодателя. Точная дата развода Бориса и Лорены Уильямс неизвестна, но 3 февраля 1924 года он женился на Хелене Вивиан Соул. В 1925 году Борис Карлофф снялся в фильме «Парижские ночи» режиссёра Альфреда Сентелла, где помощником режиссёра был Роберт Флори. В то время Карлофф очень редко ходил в кино на фильмы со своим участием, из-за работы на стройке у него просто не оставалось свободного времени, видимо ему также приходилось брать отпуска на время съёмок. В 1925 году Карлоффа пригласили сыграть маленькую роль злодея в крупном фильме студии MGM «И вместе им никогда не сойтись», режиссёром которого стал Морис Турнёр, с которым Карлофф пять лет назад уже работал над фильмом «Последний из Могикан». Пока Борис находился на съёмках, его уволили со стройки. Уже летом 1925 года Борис Карлофф снялся вместе с Эвелин Брент в фильме «Леди Робин Гуд», картина является смесью английских легенд о преступниках и современного американского Юго-Запада.и
Весной 1926 года Борис сыграл небольшую роль в фильме Курта Рефельда «Большая слава». В том же году на экраны вышел криминальный фильм «Колокола» Джеймса Янга. Фильм рассказывал историю о хозяине паба в исполнении Лайонела Барримора. Однажды, что бы расплатиться с долгами, он убил и ограбил человека, а теперь стал влиятельным бургомистром. Но его мучает совесть из-за совершенного поступка, он видит галлюцинации в которых ему предстаёт убитый им человек. Позже в город приезжает брат убитого, который вместе с героем Бориса Карлоффа хочет найти убийцу и предать его суду. Именно этот фильм считается первым фильмом ужасов в котором снялся Карлофф. Только за 1926 год Борис Карлофф снялся в 11 фильмах для 10 разных студий, но для зрителей так и оставался неузнаваемым актёром. Например, в крупнобюджетном фильме студии Universal «Старые броненосцы» (1926) Карлофф появляется в массовке всего на 3 секунды. В утерянном фильме «Валенсия» (1926) роль Карлоффа также была эпизодической.
За 1927 год Карлофф снялся в восьми фильмах. Одним из самых значимых был «Тарзан и золотой лев» режиссёра Дж.П. Макгоуна, где Борис исполнил роль африканского шамана Оваза. Исполнил роль корабельного казначея в фильме «Два аравийских рыцаря» Льюиса Майлстоуна. Майлстоун получил за этот фильм первый в истории «Оскар» за режиссуру комедийного фильма. В том же году Карлофф снялся в нескольких вестернах: «Докучливый незнакомец», «Истребитель призраков».
За 1928 год Карлофф снялся всего в пяти фильмах: «Меткие стрелки», «Исчезающий наездник», «Стервятники моря», Горящий ветер и Маленькая дикая девочка. В каждом из них это были маленькие эпизодические роли. 25 и 28 января 1928 года в Лос-Анджелесском театре «Бельмонт» Борис Карлофф играет Парфёна Рогожина в театральной постановке «Идиот», адаптации Реджинальда Поула и Джона Коупера Поуиса. А с 23 апреля по 2 мая Карлофф играет роль Гвидо Коллона в постановке «Монна Ванна». На следующий день после премьеры, в колонке газеты Los Angeles Times рецензент написал: «Борис Карлофф блестяще выступил в трудной роли Гвидо Коллона.» Сохранились документы о том, что в ноябре 1928 года Уильям Генри Пратт по решению Лос-Анджелесского судьи должен был выплатить Хелене Вивиан Соул определённую сумму денег, по-видимому алименты (хотя никаких официальных записей об их разводе не существует).

#### Развитие карьеры в звуковом кино
Борис Карлофф в конце 1920-х годов без каких-либо проблем осуществил переход от немого к звуковому кино. В отличие от многих своих коллег, Карлофф смог использовать свою вокальную подготовку, которую он получил в учебных заведениях по английскому языку, для своей карьеры в Голливуде: он тренировал свой оксфордский английский глубокому «скрипу» и знал, как связать это с его экзотической внешностью и славянским псевдонимом. Тот факт, что он шепелявил, не воспринимался им как неприятность, он скорее усиливал привлекательность экстраординарного.
Первым звуковым фильмом в котором снялся Борис Карлофф был «Позади того занавеса» (1929) студии FOX. В этом фильме Карлофф сыграл уже привычную для себя роль слуги, но в этот раз у его персонажа были диалоги и зрители впервые могли услышать голос актёра. Далее последовала роль злодея Скарфейса Маклина в киносериале «Король Конго». Сериал выходил на экраны в двух версиях: в качестве немого кино и с голосами актёров в тех кинотеатрах, которые поддерживали данную технологию, но полной звуковой дорожки с диалогами не сохранилось. И последним звуковым фильмом 1929 года с участием Карлоффа стала картина снятая с использованием процесса тонирования, режиссёра Лайонела Бэрримора «Безобразная ночь», Борис исполнил роль Абдула Мохамеда Бея. В фильме Карлофф сильно переигрывает, при этом изображая очень неубедительный акцент.

### 1930-е годы
12 апреля 1930 года Борис женился в четвёртый раз, на Дороти Стайн. Она работала библиотекарем в городской библиотеке Лос-Анджелеса. В этом году он снялся в первом и единственном звуковом вестерне в карьере — «Ребёнок из Юты». В то же время вышел фильм «Морская летучая мышь», но ни один из этих фильмов не имел успеха и никак не отразился на карьере актёра.

#### Актёрский прорыв в социально-критических фильмах
Актёрский прорыв Бориса Карлоффа произошёл в начале 1930-х годов. В это время он пытался вырваться из своей, в значительной степени, определённой роли экзотического злодея и аутсайдера, и играл роли персонажей в социально-критических драмах и криминальных фильмах, которые вошли в моду в начале 1930-х годов. Степень, в которой он сам оказывал влияние на выбор ролей, остаётся сомнительной, поскольку строгая актёрская практика оставляла актёров, которые ещё не были звёздами, привязанными к студиям с небольшой свободой. Актёров иногда «сдавали в аренду» другим студиям, например, Карлоффа — MGM и Columbia. Но по-настоящему влиятельными возможностями обладали только звёзды А-класса, и это только при условии успеха в прокате.
Первым крупным успехом Карлоффа в Голливуде в главной роли была тюремная драма «Уголовный кодекс» 1931 года режиссёра Говарда Хоукса. В том же году Карлофф снялся в более реалистичных фильмах в необычных для него ролях: в фильме «Пять последних звёзд» режиссёра Мервина Лероя, репортёрском фильме об ответственности и свободе прессы, в котором он сыграл роль репортёра под видом священнослужителя Вернона Изопода. Звездой этого фильма был Эдвард Робинсон. А в фильме «Виновное поколение» режиссёра Роулэнда Ли, своего рода адаптации Ромео и Джульетты в мафиозной среде, Карлофф воплотил роль бандитского босса Тони Рикка, который стоит между честью семьи и любовью к своему ребёнку.

#### Монстр Франкенштейна

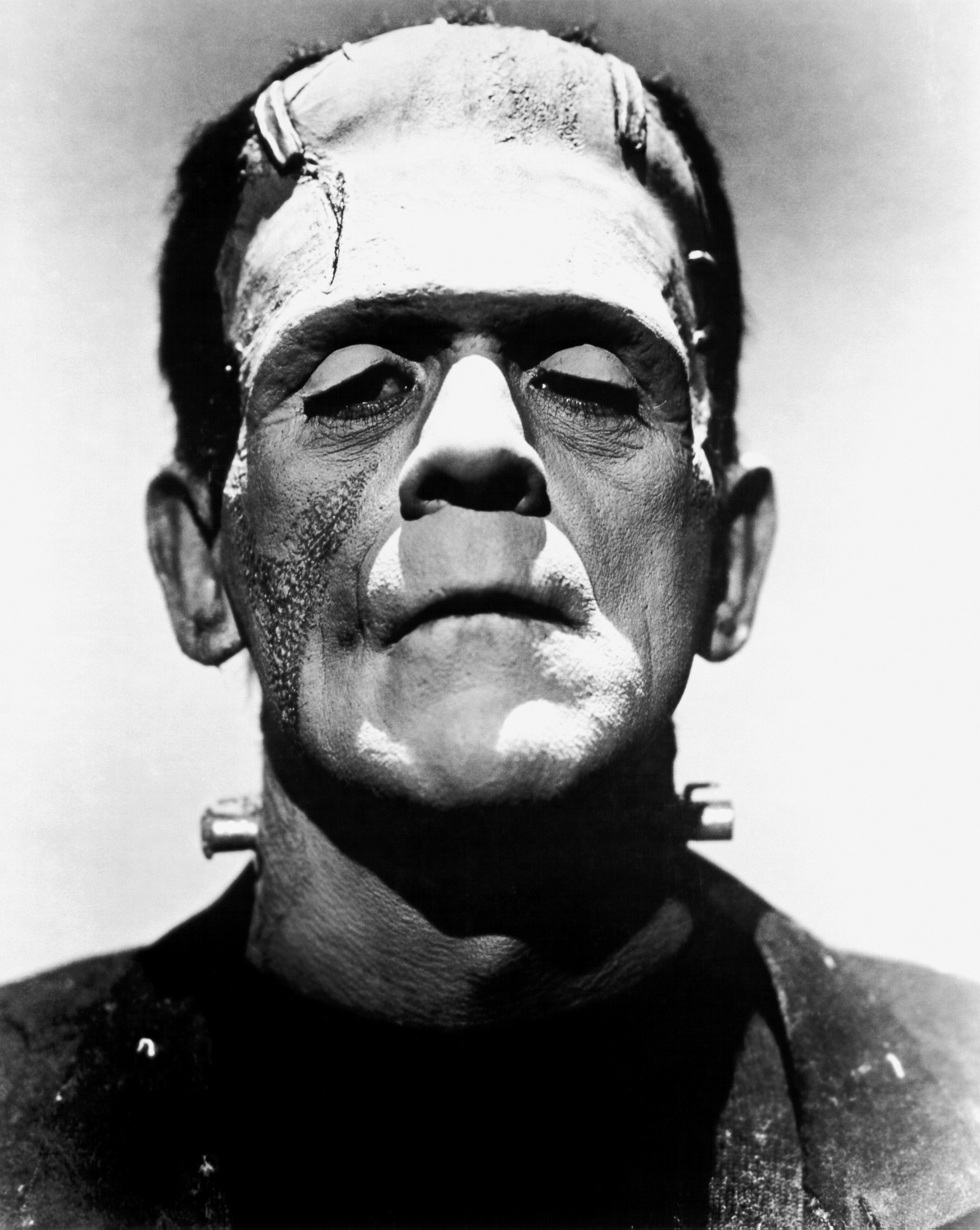
В роли монстра Франкенштейна (1935)

В 1931 году режиссёр Джеймс Уэйл заметил Бориса Карлоффа в актёрской столовой, в то время он искал актёра для роли Чудовища в фильме «Франкенштейн». До этого от этой роли отказался Бела Лугоши, который не захотел подолгу накладывать грим, в котором зрители могут его не узнать, также от роли отказался и Джон Кэррадайн, посчитавший свой уровень актёрского мастерства слишком высоким для того, чтобы играть монстра. Так Уэйл пригласил Карлоффа который прошёл пробы и был утверждён на роль. Фильм «Франкенштейн» стал огромным финансовым успехом для Universal, а сам Карлофф стал одной из наиболее востребованных звёзд жанрового кино. Актёр, который до тех пор оставался в значительной степени неизвестным публике, несмотря на фильмографию из более чем семидесяти фильмов, стал знаменитым за одну ночь. Фигура грустного, молчаливого монстра осталась неразрывно связана с его именем в памяти кинозрителей по сей день. Что Карлофф в предисловии к Франкенштейну был назван не по имени, а просто как «?», дополнительно создавало таинственную ауру и питало интерес «существа» за маской; затем в титрах он был указан по имени рядом со своей ролью.

#### «Лицо со шрамом», «Мумия», «Доктор Фу-Манчу» и другие фильмы
У Карлоффа были обязательства по старым контрактам до «Франкенштейна», что вынудило его продолжать играть незначительные роли уже после пришедшей к нему славы. В своём следующем фильме того же года в комедии MGM «Сегодня ночью или никогда» в постановке Мервина Лероя, он сыграл ещё одного безымянного официанта вместе со звёздами Глорией Свенсон и Мелвином Дугласом.
Только в 1932 году Карлофф снялся в девяти фильмах во второстепенных и главных ролях. Одним из его самых известных фильмов этого года, который не является частью жанра ужасов, является гангстерский фильм «Лицо со шрамом» Ховарда Хоукса. Вместе с Полом Муни и Джорджем Рафтом, Карлофф сыграл молчаливого гангстера Гаффни. В двух других криминальных фильмах Карлофф сыграл изворотливого владельца ресторана и ночного клуба, связанного с мафией: «Игра в бездну» (1932) режиссёра Нормана Маклеода и «Ночной мир» (1932) Хобарта Хенли, однако, оба фильмы не принесли финансовых успехов. В том же году Карлофф сыграл ещё одного культового монстра, Имхотепа в фильме «Мумия» режиссёра Карла Фройнда.

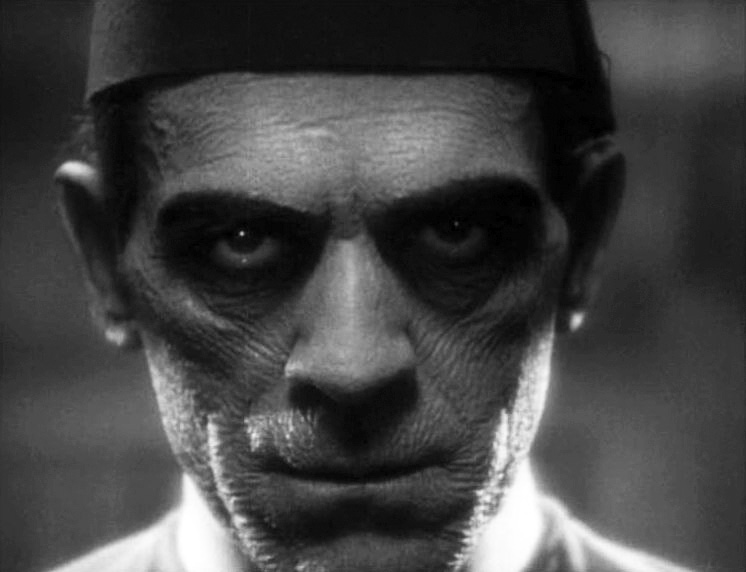
В роли Имхотепа в фильме Мумия

Благодаря своему успеху в роли монстра Франкенштейна, Борис Карлофф стал настолько известен, что Universal рекламировали его на постерах «Мумия» не его сценическим именем, а как Карлофф Ужасный (Karloff the Uncanny). Для этого фильма был создан ещё более сложный грим, чем для роли монстра Франкенштейна: гримёру Джеку Пирсу требовалось восемь часов на наложения грима. Судя по воспоминаниям Карлоффа, процедура нанесения грима, который был похож на рассыпающийся пергамент, была для него чрезвычайно болезненной.
В 1932 году Борис Карлофф снова сотрудничал с режиссёром Джеймсом Уэйлом и сыграл главную роль в фильме «Старый страшный дом». В том же году он снялся в главной роли на киностудии MGM в «Маске Фу Манчу» режиссёра Чарлза Брэбина. В нём он сыграл зловещего азиата, который стремится к мировому господству.
В 1933 году Карлофф вернулся к себе на родину в Великобританию, чтобы сняться в ещё одном фильме ужасов с древнеегипетской тематикой: «Упырь», режиссёром которого стал Хэйес Хантер. Карлофф играет там главную роль умирающего профессора-египтолога Генри Морланта, одержимого своей областью исследований, который с помощью драгоценного камня восстанет из мёртвых.
В конце 1930-х и начале 1940-х Борису Карлоффу часто приходилось играть персонажей азиатской наружности — в основном это были фильмы категории B: в 1936 году в фильме «Чарли Чан в опере» Брюса Хамберстоуна, Карлофф сыграл, потерявшего память и угодившего в лечебницу, певца Гравеля, а в «Запад Шанхая» 1937 года режиссёра Джеймса Фэрроу он был китайским военачальником. Позже в серии фильмов он исполнил роль детектива Джеймса Вонга (своего рода Чарли Чена; персонажа романов писателя Эрла Дерра Биггерса), от независимой малобюджетной студии Monogram Pictures режиссёра Уильяма Найта.
В течение этого десятилетия Карлофф также снялся в двух довольно нетипичных для него фильмах с политическими уклоном: в «Потерянный патруль» Джона Форда 1934 года, он является одним из двенадцати британских солдат, попавших в пустыню, сражавшихся против нападения арабов во время Первой мировой войны. В финальной сцене Карлофф, пристрастившийся к религиозному безумию, тащит огромный крест через палящий песок пустыни под пафосную музыку Макса Стайнера. В биографическом фильме «Дом Ротшильдов» Альфреда Луиса Веркера, он олицетворял графа Ледранца, антисемитского посланника Пруссии в Лондоне во времена Наполеоновских войн.

#### «Невеста Франкенштейна»

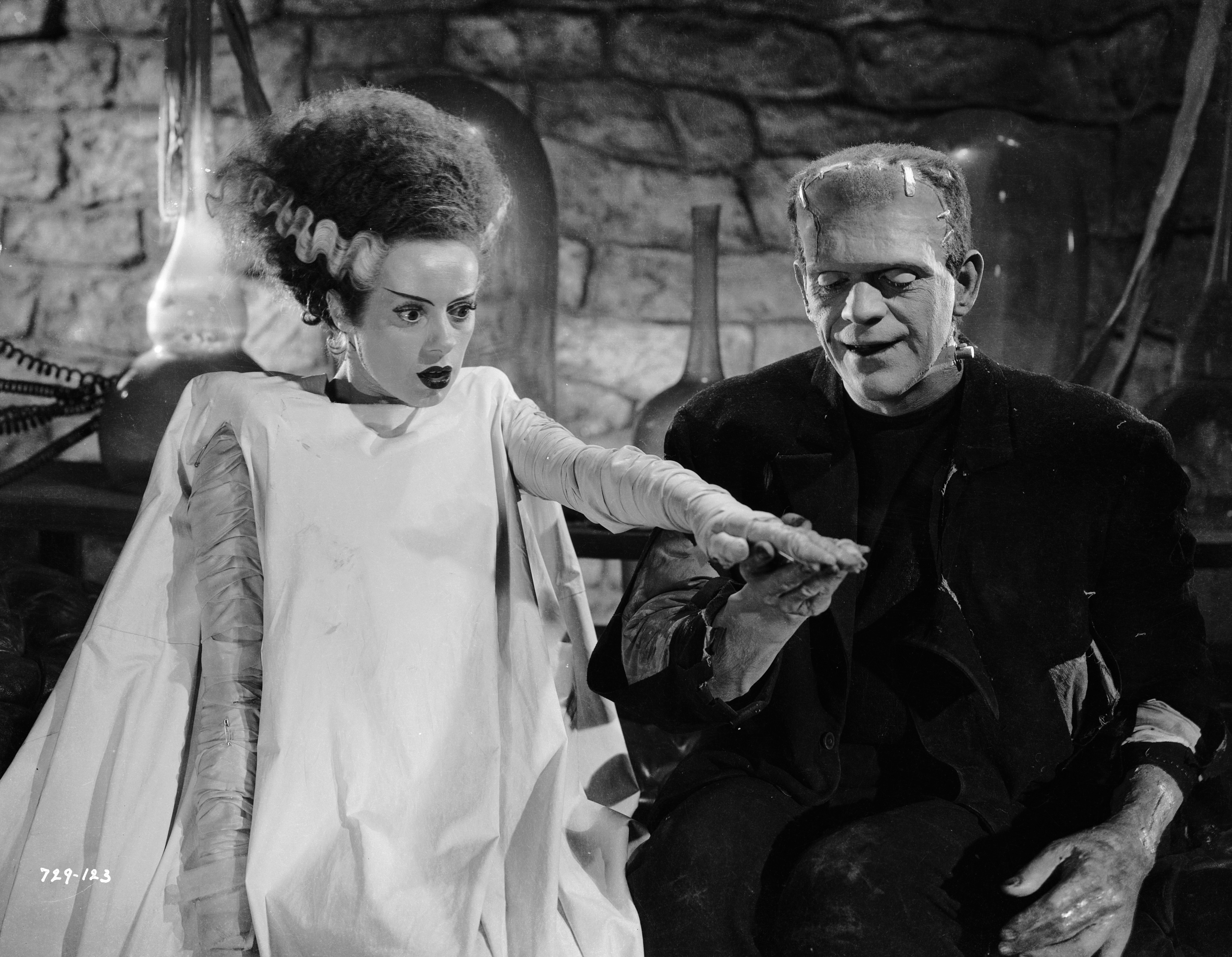
Кадр из фильма «Невеста Франкенштейна»

В 1935 году Карлофф появился в образе монстра Франкенштейна во второй раз. Сиквелом фильма «Франкенштейн» стала картина «Невеста Франкенштейна», которую как и первый фильм режиссировал Джеймс Уэйл. Одну из главных ролей, Невесту Монстра сыграла Эльза Ланчестер и воплощённый ею образ стал культовым. Фильм считается как одним из лучших фильмов на тему Франкенштейна, так и одним из лучших фильмов в жанре ужасов в истории кино, одним из лучших фильмов в карьере Карлоффа, а также одним из лучших фильмов Голливуда 1930-х годов. Финансовый успех фильмов Джеймса Уэйла для студии Universal дал ему больше режиссёрской свободы, в результате чего он смог воплотить в жизнь свои собственные идеи и противостоять вмешательствам в съёмочный процесс начальника студии Карла Леммле.
В отличие от первого фильма «Франкенштейн», у монстра появились диалоги и любовная линия со специально созданной для него женщиной. И снова, несмотря на обезображивающую внешность, актёру удалось воспроизвести красноречивое выражение и, с помощью редко используемых жестов, трогательную интерпретацию искусственного монстра как трагически любящего человека. Гримёр Джек Пирс сознательно сделал внешний вид монстра менее отчужденным и позволил реальным чертам лица Карлоффа просвечивать больше. Несмотря на жанр ужасов юмор не обошёл его стороной, так в одной из сцен Карлофф в образе монстра безуспешно пытался выкурить сигарету. Этот фильм также имел большой успех и закрепил известность Карлоффа в роли Монстра.

#### «Чёрный кот», «Ворон» и роли безумных учёных
В историческом обзоре 1930-е годы считаются самыми художественно-плодотворными для Бориса Карлоффа. За это время он пять раз снимался вместе с Белой Лугоши: в «Чёрном коте» (1934) Эдгара Ульмера, в основе которого лежат мотивы Эдгара Аллана По — он играл военного инженера Хьяльмара Польцига, а Лугоши — доктора Витуса Вердегаста, который страшно боится кошек. Малобюджетный фильм, который был снят всего за 15 дней, стал кассовым хитом года для Universal, но потерпел неудачу в современной кинокритике прежде всего из-за кривого сценария. Сегодня, благодаря экспрессионистским способам выражения, фильм считается типичным произведением Ульмера.
В фильме «Дар болтовни» (1934) режиссёра Карла Фройнда обе звезды ужаса появляются в неожиданно-коротких ролях, так называемого камео: Лугоши как танцор танго, и Карлофф как призрак. Главную женскую роль исполнила 24-летняя Глория Стюарт в этом стремительно развивающемся бурлеске с большим количеством музыки.
Перед Лугоши и Карлоффом стояла большая задача в фильме «Ворон», снятого по мотивам Эдгара Аллана По режиссёром Лью Ландерсом для Universal. Это очень мрачный фильм о сумасшедшем нейрохирурге и поэте-энтузиасте (Лугоши) и о разыскиваемом преступнике Эдмонде Бэйтмане (Карлоффе). По мнению кинокритиков, он является единственным из фильмов ужасов, выпущенных Universal Studios в 1930-х годах без какого-либо намёка на юмор. Лугоши помогает Карлоффу изменить внешность, но делает из него монстра. Безумный венгр и довольно сдержанный британец снова идеально дополнили друг друга. Однако после выхода фильма возникли проблемы с цензурой из-за якобы гомо-эротических и садо-мазохистских сцен в подвале для пыток, и фильм был запрещён в Великобритании.
В 1936 году они снова исполняют две главные роли в «Невидимом луче» Ламберта Хиллиера, в котором предстали в образе двух учёных, работающих над изучением таинственных лучей из космоса. Также в этом году Борис Карлофф сыграл одержимого хирурга в фильме «Человек, изменивший свой разум» Роберта Стивенсона, снятого в Великобритании. Партнёрами по фильму были Анна Ли, Джон Лодер и Сесил Паркер. На рекламных плакатах к этому фильму Карлофф был представлен как «Безумный Доктор» (Dr. Maniac). В фильме Майкла Кёртиса «Разгуливающий мертвец» (1936) Карлофф наоборот был не демоническим преступником, а жертвой медицинских экспериментов: его невинно казнили, а затем врач Эван Бомонт (Эдмунд Гвенн) оживил его и Джон Эллман (Карлофф) начинает мстить тем, кто его предал.
в 1939 году в фильме «Остров дьявола» режиссёра Уильяма Клеменса, опубликованном незадолго до начала Второй мировой войны, Карлофф сыграл положительную роль: французского врача Доктора Шарль Годе, который боролся против нечеловеческих условий во французской колонии. Фильм был запрещён во Франции, где на какое-то время все продюсерские работы студии Warner Bros были проиндексированы.

#### «Сын Франкенштейна» и конец эры классических фильмов ужасов
Третий и последний фильм из серии о Франкенштейне с Борисом Карлоффом был снят в 1939 году. В то время Universal Studios была продана новым владельцам, а режиссёр Джеймс Уэйл тоже переживал карьерный спад и не хотел снимать фильмы ужасов, а актёр сыгравший доктора Франкенштейна Колин Клайв умер от алкогольной зависимости два года назад. Universal выбрала Роуленда Ли в качестве режиссёра «Сына Франкенштейна». Бела Лугоши играет горбуна Игоря: он пробуждает монстра от комы и становится его лучшим другом. С точки зрения постановки, фильм является самым слабым из трёх фильмов о Франкенштейне с Карлоффом — как с точки зрения сценария, так и с точки зрения режиссуры. В дополнение к высоко-оценённой работе Белы Лугоши, кинокритики также оценили операторскую работу, освещение, декорации к фильму, в частности, выстроенный дом в старом европейском стиле. Карлофф снова предстаёт в роли монстра. Большую часть фильма он находится в неподвижном состоянии, а после того, как его оживляют, он не произносит ни слова, в отличие от «Невесты Франкенштена», где у монстра уже было несколько фраз. На роль сына Франкенштейна был приглашён Бэзил Рэтбоун. Также в съёмках принял участие Лайонел Этуилл, в роли инспектора Крога. Но несмотря на такой солидный актёрский состав фильм не имел успеха у зрителей и конокритиков.
«Сын Франкенштейна» был последним фильмом Карлоффа в роли монстра Франкенштейна. После этого он появлялся в образе монстра только в сериале «Шоссе 66» (1962) в эпизоде «Нога ящерицы и крыло совы» (Lizard’s Leg and Owlet’s Wing): эпизод все ещё популярен в США и по сей день и регулярно транслируется по телевидению во время Хэллоуина. В последующих сериях про Франкенштейна в роли монстра сначала был Лон Чейни младший, а после этого Гленн Стрейндж.
Во время съёмок «Сын Франкенштейна» 23 ноября 1938 года, в 51-й день рождения Карлоффа, родилась его единственная дочь Сара. Матерью Сары была четвёртая жена Карлоффа Дороти Стайн, которая работала в городской библиотеке Лос-Анджелеса.
Под руководством Роуленда Ли Карлофф снялся в своём последнем фильме в этом десятилетии: «Башня смерти»(1939). В этом аллегорическом фильме ужасов, основанном по мотивам Уильяма Шекспира, он сыграл палача Морда. Партнёром по фильму снова стал Бэзил Рэтбоун. Историки кино интерпретируют роль Карлоффа, как зашифрованную аллюзию на Адольфа Гитлера.
С десятилетием 30-х годов и началом Второй мировой войны в Голливуде также постепенно подошла к концу эпоха фильмов ужасов о монстрах, вампирах и мумиях в старой Европе. Ужасы того времени требовали других, более реалистичных сюжетов, в том числе и в развлекательном кино. В следующие несколько лет Борис Карлофф снимался в основном в фильмах категории B в образе безумных учёных, психически-больных, криминальных интеллектуалов.

#### Работа на радио
С конца 1930-х годов голос Бориса Карлоффа регулярно звучал на общественных и коммерческих радиостанциях США. В течение часа в лучшее эфирное время он представлял рассказы Эдгара Аллана По, Редьярда Киплинга и Чарльза Диккенса в CBS, NBC, ABC и других вещательных компаниях. Он также регулярно выступал в тридцатиминутных детективных сериалах, таких как «Отбой» на NBC, входил в команду радиопередач и участвовал в ток-шоу для продажи новых фильмов. Его выразительный голос был неотъемлемой частью американского радио с 1938 года до его смерти.

### 1940-е годы

#### От фильмов про безумных учёных до похитителей тел и других фильмов
В 1940-х и 1950-х годах Карлофф снялся в большом количестве забытых фильмов. Особенно во время Второй мировой войны его часто видели в роли безумного профессора, который хотел создать своего рода «сверхчеловека». Большинство этих фильмов были сделаны на киностудии Columbia. В отличие от очень жестоких тёмных фильмов о безумных маньяках 1930-х годов, эти фильмы о безумных докторах с их жутким юмором являются скорее жанром чёрной комедии. После войны фильмы ужасов испытали снижение популярности, и Карлофф оказался в других жанрах.
Примером этого может служить фильм 1942 года «Бугимен доберётся до тебя» режиссёра Лью Ландерса. В этом фильме Борис Карлофф и Петер Лорре, как сумасшедшие учёные в подвале пансионата Новой Англии, убивают пенсионеров в медицинских целях, не обращая никакого внимания на хозяйку этого пансионата, которая ничего не подозревает. Лорре, который всегда обеспечивал свои появления в фильмах ужасов с щепоткой юмора, и Карлофф с его таинственностью показывают здесь свои смешные стороны. Абсурдный гротеск фильма полон намёков на криминальную комедию «Мышьяк и старые кружева», которая также была успешной на Бродвее, в которой Карлофф сыграл Джонатана Брюстера. Годом ранее в одноимённом фильме Warner Bros. Лорре был в роли доктора Эйнштейна.
Вместе с Белой Лугоши в 1940 году Карлофф под руководством Дэвида Батлера снялись в фильме «Вы узнаете». Он был выпущен компанией RKO в 1940-х годах под руководством главного продюсера Вэла Льютона, ведущей студией фильмов ужасов и мистических фильмов. Он задумывался как загадочная комедия, но не был хорошо воспринят публикой.
Борис Карлофф был замечен только один раз за это время в фильме, в котором упоминались военные события в Европе: в «Британская разведка» (1940) режиссёра Терри О. Морса Он был немецким шпионом, замаскированным под дворецкого в Великобритании во время Первой мировой войны.
В 1944 году Universal выпустил сиквел фильма Франкенштейн «Дом Франкенштейна», режиссёром которого стал Эрл С. Кентон по мотивам рассказа Курта Сиодмака. Главным персонажем был Карлофф в роли сумасшедшего профессора Густава Ниеманна. Также в съёмках этого фильма приняли участие Дж. Кэррол Нэш в роли горбуна Дэниэля, Джон Кэррадайн в роли Дракулы, Лон Чейни младший в роли оборотня Ларри Тэлбота, а монстра Франкенштейна сыграл Гленн Стрэйндж, позже известный как бармен Сэм в телесериале «Дымок из ствола» (1955—1975).
Немногие из фильмов, снятых с Борисом Карлоффом в 1940-х годах, были сняты в цвете, хотя с середины 1930-х годов в Голливуде все чаще использовался процесс Technicolor. До конца 1950-х годов его фильмы ужасов оставались чёрно-белыми, которые соответствовали предполагаемому мрачному настроению этих работ. Первый, менее успешный, того времени цветной фильм Карлоффа был «Кульминация» режиссёра Джорджа Ваггнера с турецкой звездой Голливуда Турханом Беем в качестве противника Карлоффа. В этом триллере, события которого разворачиваются в Венском оперном театре, Карлофф сыграл роль элегантного доктора Фридриха Хонера, который убивает свою невесту, примадонну этого театра из-за ревности.
Из обилия фильмов Карлоффа этого десятилетия, большинство из которых фильмы категории B, в частности, в 1945 году выделяется чёрно-белый компании RKO, основанный на рассказе Роберта Льюиса Стивенсона, «Похититель тел» режиссёра Роберта Уайза. В этой мрачной истории происходящей в Шотландии в 19-м веке, Карлофф сыграл коварного похитителя трупов Грея для медицинских экспериментов доктора Макфарлана (Генри Дэниелла); Бела Лугоши сыграл небольшую, но запоминающуюся роль, слугу доктора Макфарлана — Джозефа. В конце фильма Грей убивает пьяного Джозефа, задушив его руками; это было последнее совместное появление двух звёзд фильмов ужасов.
Два других фильма из кузницы ужасов того времени компании RKO с Карлоффом в главной роли — это «Остров мёртвых» (1945) и «Бедлам» (1946), режиссёром которых был Марк Робсон. В первом фильме, снятом во времена Балканских войн 1912—1913 годов, Карлофф сыграл греческого генерала, главу группы беженцев, оказавшихся на необитаемом острове. Партнёрами по фильму стали Эллен Дрю и Эрнст Дойч, эмигрировавших из Германии. Это тёмный атмосферный фильм, в котором помимо ужасов войны, также рассматриваются последствия вынужденного изолирования человека от общества, Карлофф сыграл генерала Николаса Феридиса, который постепенно сходил с ума; на этот раз не злого преступника, а жалкую жертву.
В «Бедламе», наоборот, Карлофф был директором лечебницы для душевнобольных Мастером Симсом. Вместе с ним снималась Анна Ли. Это загадочная драма о одноимённом лондонском сумасшедшем доме, который существовал до 1930-х годов. Чёрно-белый фильм рисует мрачную картину условий в британских психиатрических учреждениях в прошлом.

#### Вспомогательные роли, фильмы Эбботта и Костелло и мультфильм «Соловей императора»
В 1947 году вышел фильм Дугласа Сирка «Соблазнённый». По мнению кинокритиков 5-минутное появление Бориса Карлоффа в этом фильме в качестве эксцентричного модельера Чарльза ван Друтена, разыграв небольшую пьесу, вместе со звёздами: Люсиль Болл, Джордж Сандерс и Чарльз Кобурн, Карлофф показал своё актёрское мастерство,
В конце 40-х годов публика редко видела Карлоффа на экране. Он продолжал играть вместе с большими звёздами и известными режиссёрами, но в незначительных, очень маленьких ролях. За это время он дважды играл роль индийского вождя: в 1947 году в вестерне «Непобеждённый» Сесиля Б. Демилля с Гэри Купером и Полетт Годдар, и в 1948 году под руководством Джорджа Маршалла в фильме «Корни» вместе с Ван Хефлином, Сьюзен Хэйворд и Джули Лондон. Оба фильма были сняты в цвете, соответствующим образом для этого жанра.
Борис Карлофф имел низкий профессиональный рейтинг в своей кинокарьере в конце 1940-х и 1950-х годах. По мнению историков кино, фильмы с комиками Бадом Эбботом и Лу Костелло, такими как «Эбботт и Костелло встречают убийцу Бориса Карлоффа» (1949) режиссёра Чарльза Бартона, являются одними из худших из того, в чём он снимался в то время. Четыре года спустя Карлофф появился в другом фильме из этой серии «Эбботт и Костелло встречают доктора Джекилла и мистера Хайда» (1953) Чарльза Лэмонта. Историки кино обычно упоминают эти фильмы с Карлоффом попутно. Однако, есть поклонники трэш-жанра, которые особенно ценят эти фильмы из-за забавных диалогов и чрезмерного искажения жанра фильма ужасов.
В конце этого творческого десятилетия Борис Карлофф взял на себя роль рассказчика в «Соловей Императора» (1949) на англоязычном дублировании чехословацкого кукольного фильма Иржи Трнка для американского рынка. Мультфильм основан на сказке Ханса Кристиана Андерсена «Соловей», а ухоженный и удивительно мягкий голос Карлоффа положил начало успешной работе в качестве актёра дубляжа, читателя и рассказчика на радио и виниле.
В 1946 году, после четвёртого развода, Борис Карлофф уже вступил в пятый брак с Эвелин Хелмор, которая была младше его на 16 лет. Она была помощницей Дэвида Селзника и Мориса Эванса. Ранее она состояла в браке с актёром Томом Хелмором, но в 1945 году они развелись. Том Хелмор поддерживал близкие дружественные отношения с Борисом Карлоффым, даже после того, как Карлофф женился на бывшей жене Хелмора.

#### Театральные роли на Бродвее
Одно из величайших достижений своей профессиональной карьеры Карлофф испытал на Нью-йоркском Бродвее в роли, которая была написана специально для него театральным драматургом Джозефом Кессельрингом: в пьесе «Мышьяк и старые кружева», премьера которого состоялась в 1941 году. Он олицетворял собой разыскиваемого убийцу Джонатана Брюстера, который ищет убежища от полиции в доме своей семьи, состоящей из маньяков, большинство из которых являются убийцами. Джонатана сопровождает доктор Эйнштейн, пластический хирург с алкогольными проблемами. Он превратил лицо Джонатана, под воздействием алкоголя, в лицо Бориса Карлоффа, так как во время операции он смотрел фильм Франкенштейна по телевизору.
Спектакль проходил на Бродвее в течение трёх лет с большим успехом и был сыгран 1444 раз. Уже в 1941 году был снят фильм Фрэнком Капрой с Кэри Грантом в роли Мортимера и Петером Лорре в роли доктора Эйнштейна. Фильм был снят, но не был допущен в кинотеатры до 1944 года из-за продолжающихся театральных представлений. Роль Джонатана в фильме воплотил Рэймонда Мэсси, поскольку Карлофф не был освобождён от своего театрального контракта на съёмку. Поскольку Карлофф финансировал театральную постановку за свои собственные деньги, он стал богатым человеком благодаря авторским гонорарам. Комедия стала одной из самых успешных пьес в США в 1940-х и 1950-х годах, а Джонатан стал образцом для актёров, обладающих талантом к демонической роли.
В сознании американской аудитории, роль Джонатана была неразрывно связана с Борисом Карлоффом, как и роль монстра Франкенштейна по сей день: криминальная комедия была поставлена с ним трижды в качестве Джонатана для CBS: в сериале 1949 года в «Театральный час Форда», в 1955 в «Лучший из Бродвея» с Петером Лорре в роли Джонатана Брюстера и в 1962 в последний раз в серии Зал славы Hallmark с Тони Рэндаллом в роли Мортимера. Также появилось несколько радиопостановок, в которых Карлофф говорил о роли Джонатана. Версия 1955 года считается наиболее интересной, поскольку это был единственный раз, когда Карлофф и Лорре встречались в своих соответствующих ролях.
Карлофф не смог повторить этот успех в двух других пьесах, исполненных на Бродвее: «Липовое дерево» Джона Бойнтона Пристли (1948) и «Магазин на лучшем углу» (The Shop at Sly Corner) Эдварда Перси (1949), оба спектакля были отменены после семи выступлений.

#### Работа на радио
В течение 1940-х Борис Карлофф смог расширить своё присутствие в сфере радио, которое в то время было очень популярным. Он регулярно озвучивал роли в мистических сериалах и ужасах. Особенно популярными были сериалы «Тайна внутреннего святилища» и «Ползать в ночи», созданные ABC в течение многих лет Карлофф был рассказчиком этих страшных историй. Некоторые эпизоды длились 30 минут и транслировались еженедельно по воскресеньям и средам.
Карлофф иногда появлялся в известной радио-викторине «Информацию, пожалуйста», транслированной на NBC, ведущим которой был Фадиман Клифтон. Также он участвовал в шоу Эдди Кантора «Время улыбаться» (It’s Time To Smile, NBC) и в «Город голубой ленты» (Blue Ribbon Town, CBS) Граучо Маркса, и был единственным гостем ток-шоу Джея Флиппена "" (That’s Life, CBS) в 1946 году. Его можно было услышать в радио-версиях известных пьес, такие как «Мышьяк и старые кружева», которая неоднократно редактировалась для радио. По радио Карлофф рекламировал свои текущие фильмы, а также появлялся в гостях на радио-музыкальном шоу у Бинга Кросби.
В 1949 году Борис Карлофф получил своё первое радио-шоу на ABC в качестве ведущего; однако в конце года сериал о преступлениях был прекращен, как и телевизионная версия, которая иногда транслировалась параллельно.

### 1950-е годы

#### Фильмы категории B в США и Англии
В течение 1950-х годов Карлофф снялся в достаточно большом количестве фильмов, большинство из которых категории B. В то время как на радио и телевидении Карлофф исполнял сложные роли, на больших экранах ему доставались только роли мёртвых слуг или сумасшедших учёных.
Однако в начале этого десятилетия в творческой карьере Карлоффа появился фильм, который до сих пор остаётся традиционным классическим фильмом ужасов — «Загадочная дверь» (1951) режиссёра Джозефа Певни по мотивам рассказа Роберта Льюиса Стивенсона. В этом фильме, держащем зрителя в атмосфере саспенса, Карлофф не является злодеем, напротив он жертвует своей жизнью ради справедливости. В главной роли психопатического злодея на этот раз выступил Чарльз Лоутон.
В фильме «Чёрный замок» (1952) режиссёра Натана Юрана, который представляет собой смесь ужасов, научной фантастики и фэнтези, Карлофф в роли доктора Мейснера опять выступает на стороне справедливости. Помимо участия в нескольких других фильмах подобного рода Карлофф сыграл исследователя, который должен избавить остров от проклятия в «Остров Вуду»(1957), снятый Реджинальдом Ле Боргом.
В фильме ужасов «Франкенштейн — 1970» (1958) режиссёра Говарда У. Коха, Карлофф — немецкий барон Виктор фон Франкенштейн, подвергшийся пыткам и обезображиванию нацистами, который сейчас работает над созданием нового человека в переоборудованном ядерном реакторе. На постерах к этому фильму Карлофф был указан как новый «Демон атомного века» (Demon of the atomic age).
Борис Карлофф преуспел в качестве киноактёра на своей родине, где он снялся в двух фильмах в 1958 году. В фильме «Хватка душителя» Роберта Дэя, Карлофф играет писателя, исследующего казнь серийного убийцы, но со временем становится одержимым и начинает совершать похожие убийства. В «Коридоры крови» также снятого Робертом Дэем, Карлофф сыграл врача Болтона, который вскоре становится зависимым, от разработанного им же лекарства лекарства. Оба фильма в настоящее время считаются типичными примерами фильмов категории B того времени и иногда показываются на кинофестивалях.

#### Появление на телевидении и озвучивание мультфильмов
В 1950-х годах у Бориса Карлоффа стало больше работы на телевидение, чем в кино. Он был частым гостем в чрезвычайно популярных на то время телевизионных шоу у известных звёзд, таких как шоу Дины Шор и Розмари Клуни.
В те годы американское телевидение сильно ориентировалось на театр и литературу и производило сложные литературные экранизации. Одной из них стал сериал «Театр 90» (1956—1961), получивший премию «Золотой глобус». В 1958 году в эпизоде «Сердце тьмы», снятой по мотивам одноимённой повести Джозефа Конрада, Карлофф исполнил роль капитана Курца. Вместе с ним сыграли Родди Макдауэлл в роли Марлоу, Оскар Хомолка в роли доктора и Эрта Китт в роли королевы. Карлофф описал эту роль как одну из самых важных в своей жизни, наряду с ролью епископа Пьера Кошона в пьесе «Жаворонок» и роли Орлока в фильме «Мишени» (1968). Спустя десятилетия Марлон Брандо также исполнил роль полковника Курца в фильме Фрэнсиса Форда Коппола «Апокалипсис сегодня». Конрад был одним из любимых авторов Бориса Карлоффа.
В 1952 году 65-летний Карлофф сотрудничал с двумя молодыми коллегами, оба из которых позже стали всемирно известными: в первом эпизоде сериала «Телевизионная мастерская CBS» он исполнил главную роль в постановке «Дон Кихот», 23-летняя Грейс Келли сыграла Дульсинею; режиссировал постановку 28-летний Сидни Люмет.
В то время в США были популярны детские телесериалы. Одним из примеров этого является «Сборник рассказов Ширли Темпл». (1958—1961): в эпизоде «Легенда Сонной Лощины» Карлофф сыграл отца Никербокера вместе с Ширли Темпл в роли Катрины Ван Тассель.
Одна из ведущих звёзд фильмов ужасов Борис Карлофф, теперь седовласый и выдающийся джентльмен, в 1958 выступил в главной роли в сериале «Завеса», своего рода предвестнике таких сериалов как «Сумеречная зона», который был запущен годом позже и стал гораздо более успешным.
На своей родине в Англии Борис Карлофф сыграл главную роль — полковника Марша в криминальном сериале «Полковник Марш Скотланд-Ярда», основанный на детективе Джона Диксона Карра. В своем твидовом пальто и повязке на глазу он раскрывал сложные дела, граничащие между преступностью и тайной; помогал ему в этом австрийский актёр Эрик Польман, исполнивший роль инспектора Гордона. Однако через год сериал был прекращён, выпустив 26 эпизодов.

#### Дальнейшая работа на Бродвее и «Питер Пэн»
24 апреля 1950 года на Бродвее открылась музыкальная адаптация пьесы Барри Джеймса «Питер Пен». Борис Карлофф исполнил в ней две роли: мистера Дарлинга и Капитана Крюка. Главную роль Питера Пена исполнила Джин Артур, а миссис Дарлинг сыграла Марсия Хендерсон. Музыку для пьесы написал Леонард Бернстайн. Постановка в пользу детской больницы Грейт Ормонд Стрит принесла более 300 представлений.
В 1955—1956 годах Карлофф в последний раз вышел на сцену на Бродвее — как епископ Кошон вместе с Джули Харрис в роли Жанны д’Арк с пьесой «Жаворонок» Жана Ануйя, за что он получил номинацию на премию Тони. Кристофер Пламмер взял на себя роль Уорика, а Леонард Бернстайн написал вступительную музыку. Постановка была представлена более 200 раз и имела большой успех. Эта пьеса была вновь поставлена для Зала славы Hallmark с Карлоффом и Харрис в соответствующих ролях для телевидения; Бэзил Рэтбоун сыграл инквизитора, а Илай Уоллак исполнил роль Дофина.

#### Работа на радио — от Чарльза Диккенса до Reader’s Digest
В течение 1950-х годов присутствие Бориса Карлоффа на радио только расширялось. В 1950 году на Нью-Йоркском телеканале WNEW Борис Карлофф вёл свою передачу «Сундук с сокровищами», где представлял детскую литературу. Он регулярно появлялся в сериале «Театральная гильдия в эфире» от CBS, где пересказывал известные романы в виде 60-минутных радиопостановок. Так в 1950 году он в роли Урии Хипа, вместе с Ричардом Бёртоном и Флорой Робсон исполнили радиоспектакль по роману Чарльза Диккенса «Дэвид Копперфильд». В 1952 году вместе с Бэзилом Рэтбоуном сыграли постановку по второму роману Чарльза Диккенса «Приключения Оливера Твиста», и по роману Джека Лондона «Морской волк» вместе с Мередит Бёрджесс.
В 1952 году Карлофф появился в радио-версии мюзикла «Иоланда и Вор» на канале MGM Musical Comedy в передаче Theater 'on the Air, который транслировался на всех станциях США. Борис Карлофф исполнил роль ангела-хранителя Анджело, которой не существовало в кино-версии Винсента Миннелли 1945 года. Эта роль была написана специально для Карлоффа. Также в постановке приняли участие Лиза Кирк и Джон Конте. Уже существующие песни жанра свинг, такие как Got a Date with an Angel, были включены в этот радио-мюзикл и достигли своей популярности только после его трансляции.
В декабре 1953 года Карлофф появился в студии ВВС в Лондоне, чтобы выступить в постановке The Hanging Judge Брюса Гамильтона сериала на радио The Play of His Choice. Здесь он выступал в роли судьи Фрэнсиса Бриттена, который должен вынести смертный приговор, человеку который может оказаться невиновным, хотя Бриттен борется с моральной дилеммой, он всё ещё поддерживает закон, полагая, что британская судебная система непогрешима. Однако, в заключительном моменте пьесы Бриттен раскрывается как коррумпированный чиновник, который вёл двойную жизнь. Партнёром Карлоффа по пьесе был его старый коллега по кино Рэймонд Мэсси.
Завершением работы Бориса Карлоффа на радио стала серия рассказов «Сказки из Ридерз Дайджест» (Tales from the Reader’s Digest). В трёхминутных передачах, регулярно транслируемых через Syndicated Network в период с 1956 по 1969 год, он резюмировал истории и репортажи из журнала Reader’s Digest как своего рода короткие новостные сводки. В то время эта программа была очень популярна среди американских слушателей, а также распространялась по всему миру под названием «B. Karloff» через военную радиовещательную службу Вооруженных сил (AFRS).

### 1960-е и смерть в Англии

#### Работа на телевидении
В начале этого десятилетия Карлофф продолжал появляться на телевидении в качестве приглашённой звезды в шоу и сериалах. В 1964 году он принял участие в музыкальном комедийном шоу «Конферансье» вместе с Катериной Валенте, одной из ведущих этой передачи.
С 1960 по 1962 года Карлофф был ведущим и рассказчиком, произнося монологи в начале и в конце каждого эпизода, мистического сериала «Триллер». Помимо этого, он также снялся в пяти эпизодах: «Предсказание», «Преждевременное погребение», «Последний из Соммервилей», «Диалоги со смертью» и «Невероятный доктор Маркесан». В 1962 году он сыграл судью лорда Томаса Хорфилда в телесериале «Дело Парадайна» вместе с Вивекой Линдфорс, Ричардом Бейсхартом и Робертом Уэббером, в роли которую сыграл Чарльз Лоутон в одноимённом фильме Альфреда Хичкока 1948 года.
В 1967 году Борис Карлофф вместе с Биллом Косби и Робертом Калпом принял участие в съёмках телевизионного сериала «Я шпион» в эпизоде «В основном на равнинах». Там он сыграл эксцентричного учёного — Дона Эрнесто Сильвандо, который считает себя Дон Кихотом.
Годом ранее Карлофф снялся в сериале «Девушка от Д.Я.Д.И.» вместе со Стефани Пауэрс в эпизоде «Дело Матери Маффин». Этот эпизод по-прежнему регулярно транслируется по американскому и британскому телевидению, и имеет культовый статус в фан-кругах исключительно из-за эффектного появления Бориса Карлоффа в роли трансвестита — Матери Маффин. Вместе с ним сыграл Роберт Вон как Наполеон Соло, из ранее снятого сериала «Человек из U.N.C.L.E.».

#### Сотрудничество с Роджером Корманом и Жаком Турнером
Режиссёр и продюсер Роджер Корман пригласил Бориса Карлоффа для ролей в двух фильмах, которые сегодня имеют культовый статус среди фильмов категории B: «Ворон» и «Страх», оба снятые в кратчайшие сроки в 1963 году.
«Ворон» не является продолжением одноимённого фильма с Карлоффом и Лугоши 1930-х годов, но ориентирован на стихотворение Эдгара По с тем же названием. Сценарий этого комедийного ужастика был написан известным писателем ужасов и научной фантастики Ричардом Мэтисоном. Карлофф — доктор Скарабус, мастер чёрной магии, который превратил волшебника Адольфуса Бедлоу (Питера Лорре) в ворона. Винсент Прайс играет представителя белой магии — доктора Эразмуса Крейвена, победив Скарабуса в магической дуэли в конце фильма. Винсент Прайс, на 24 года моложе Карлоффа, стал ведущей американской звездой ужасов США 1960-х. В одной из своих первых ролей в кино молодой Джек Николсон сыграл сына Адольфуса Бедлоу — Рексфорда.
Дальнейшее сотрудничество между Карлоффом и Джеком Николсоном произошло сразу после съёмок: «Ворон» (1963) был завершён быстрее, чем планировалось, но Карлофф был всё ещё связан с Корманом по временному контракту. Режиссёр воспользовался моментом, чтобы снять ещё один фильм в том же месте в течение трёх дней с оставшимся бюджетом — «Страх» (1963). Действия фильма происходят в 1806 году во времена Наполеона, Борис Карлофф — таинственный барон Виктор Фредерик фон Леппебарон, Николсон — молодой лейтенант наполеоновской армии Андре Дювалье. Сорежиссёрами этого фильма, помимо самого Кормана, также были молодой актёр Николсон, культовый режиссёр Джек Хилл и 25-летний режиссёр Фрэнсис Форд Коппола.
В 1963 году Борис Карлофф снова сотрудничал с Прайсом и Лорре, и они сыграли в криминальной комедии «Комедия ужасов» под руководством Жака Турнёра. История про владельца похоронного бюро Вальдо Трамбала (Винсента Прайса), который хочет наладить свой проблемный семейный бизнес, добывая «новых» клиентов нетрадиционным способом; Карлофф сыграл свёкра Прайса — Амоса Хинчли. Карлофф был знаком с отцом Жака Морисом Турнёром, и снимался в его фильме «Последний из Могикан» в 1920 году, в котором он сыграл индейца.

#### Маленькие появления и роли в итальянских и английских фильмах ужасов
Когда Карлоффу было уже за 70 лет ходить и играть перед камерой становилось всё труднее: у него были проблемы со спиной и артрит в тяжёлой форме, который неоднократно заставлял актёра садиться в инвалидную коляску. Состояние лёгких у заядлого курильщика перешло в эмфизему, из-за чего во время съёмок стало необходимо обеспечивать Карлоффа кислородным устройством. Тем не менее, незадолго до своей смерти в 1969 году он играл роли не только в Соединенных Штатах, но и в британских, итальянских и мексиканских постановках.
Среди них короткие выступления в таких фильмах, как «Пляж бикини» (1964), а также ведущая роль вурдалака в эпизоде фильма «Три лика страха» (1963), снятого итальянским режиссёром Марио Бава. В этом вдохновлённом фильме, основанном на мотивах Ги де Мопассана, Алексея Толстого и Антона Чехова, Карлофф также выступал в качестве рассказчика между тремя эпизодами и обращался к аудитории непосредственно с экрана. Его партнёрами по фильму были Мишель Мерсье и Марк Дэймон. В США фильм был выпущен под названием Black Sabbath и, как говорят, вдохновил тогда ещё неизвестную рок-группу взять именно это название.
В конце 1960-х годов было всё меньше ролей в американских фильмах ужасов для таких актёров, как Карлофф. Жанр снова расцвёл после спада в 1950-х годах, но его содержание изменилось: такие события, как убийство Джона Кеннеди и Вьетнамская война, были расценены как реальные катастрофы почти апокалиптических масштабов, а также повлияли на фильмы ужасов. Фильмы ужасов начали меняться и из них постепенно стали пропадать характерные злодеи, им на замену начали приходить монстры олицетворяющие собой события происходившие в мире того времени, например Годзилла олицетворяла природу которая восстаёт против людей, а также большой популярностью стали пользоваться фильмы об инопланетных вторжениях, подразумевающие боязнь людей холодной войны и фильмы о зомби, где последние олицетворяли общество потребления. Такие фильмы, как «Ночь живых мертвецов» (1968) Джорджа Ромеро, стали определяющими для этого жанра стилем. Только Винсент Прайс смог сохранить за собой статус классического характерного актёра американских фильмов ужасов.
В 1966 году Карлофф сыграл в шпионском фильме «Венецианская афера» режиссёра Джерри Торпа в роли доктора Ваугиру. Вместе с ним снимались Эльке Зоммер, Карлхайнц Бём и ведущий актёр Роберт Вон.
К концу этого десятилетия на рынке доминировали итальянские и британские малобюджетные фильмы. Большой популярностью пользовались фильмы студии Hammer Film Productions, где главными звёздами были Питер Кашинг и Кристофер Ли, Борис Карлофф в фильмах студии не снимался.
Карлофф работал над двумя британскими низкобюджетными постановками незадолго до своей смерти. В фильме «Волшебники» (1967) режиссёра Майкла Ривза он сыграл гипнотизёра, персонажа с пустыми глазами и явно тяжело больного — профессора Маркуса Монсеррата. Над фильмом работала преимущественно молодая команда: режиссёру и ведущему актёру Яну Огилви было по 25 лет, актрисе Сьюзан Джордж всего 17. В типичном для британского кино причудливом стиле, фильм объединил в сюжете ужасы с поколением Swinging London в конце 1960-х и начале 1970-х годов. Соответственно, Борис Карлофф на фоне молодых актёров выглядит, как человек из другого времени.
Его последним британским фильмом стал «Проклятие багрового алтаря» (1968) режиссёра Вернона Сьюэлла с Кристофером Ли в главной роли. Ещё одной звездой фильма о мрачных семейных тайнах, сатанинских культах, ведьмах и вампирах была «Королева крика» итальянского кино 1960-х годов Барбара Стил. Во время съёмок Карлофф, у которого теперь было только одно лёгкое, заболел тяжёлой пневмонией, от которой он умер в феврале 1969 года. В возрасте 80 лет он успел сняться в этом фильме, а также в пяти фильмах ужасов, снятых в США.

#### Последние роли в мексиканских постановках
Четыре фильма ужасов, снятые в Мексике, вышли в прокат только после смерти Карлоффа. Ведущим сценаристом и сорежиссёром этих фильмов был Джек Хилл, который приобрел опыт в производстве фильмов категории B, во время работы с Роджером Корманом. Фильмы были спродюсированы Acteca Films и Columbia Pictures, а сцены с Карлоффом были сняты в небольшой студии в Санта-Монике. Сильно постаревший Борис Карлофф играл в них калек и слепых преступников. Почти все роли были сидячие, так как он едва мог ходить. В некоторых из этих фильмов, в том числе в последнем, под названием «Камера страха»(1968), который был выпущен в 1971 году, ведущую роль играла известная мексиканская актриса театра, кино и телевидения Джулисса.
Один из первых фильмов Джека Хилла с Борисом Карлоффом и Джулиссой был «Дом зла», он вышел в прокат при жизни актёра в 1968 году. Вместе с Хиллом режиссёром этого фильма был Хуан Ибаньес. В нём Карлофф сыграл пожилого Матиаса Мортеваля, который приглашает родственников в свой дом для озвучивания завещания. Вскоре Мортеваль неожиданно умирает, а гостей дома начинают убивать ожившие куклы. Джулисса сыграла племянницу Матиаса. В финале Карлофф появляется и играет жуткую музыку на органе, пока его выжившие родственники пытаются сбежать из горящего дома.
Фильм был вновь открыт поклонниками жанра ужасов в начале XXI века и был выпущен на DVD.

#### «Мишени» Питера Богдановича
Последняя работа Бориса Карлоффа в крупном американском фильме, а для фанатов и историков кино одна из лучших его ролей в карьере — Байрон Орлок в фильме Питера Богдановича «Мишени» (1968). Имя героя фильма — дань уважения немецкой кинозвезде Максу Шреку и его знаменитой роли Графа Орлока в классическом фильме ужасов «Носферату. Симфония ужаса» (1922).
Фильм делится на две параллельно идущие сюжетные линии. В первой молодой режиссёр и сценарист Сэмми Майклс (Богданович) хочет снять ещё один фильм со звездой фильмов ужасов Байроном Орлоком (Карлофф), который в свою очередь хочет уйти из кинобизнеса, потому что считает, что людей больше не пугают старомодные ужасы, их больше пугают современные заголовки новостей. А глава студии пытается уговорить актёра посетить премьеру своего последнего фильма и пообщаться со зрителями, после долгих убеждений Орлок соглашается, в последний раз встретиться со зрителями. Карлофф играет в фильме полуавтобиографическую роль. Во второй сюжетной линии Бобби Томпсон (Тим О’Келли) — молодой, спокойный, аккуратный страховой агент и ветеран Вьетнамской войны, который живёт в пригородной долине Сан-Фернандо со своей женой и родителями, внезапно убивает свою семью, а дальше начинает отстреливать людей в городе. В финальной части фильма сюжетные линии Орлока и Томпсона случайно пересекаются в открытом кинотеатре на премьере фильма. Между ними происходит столкновение, в результате которого у Бобби стирается граница между фильмом ужасов и реальностью.
Помимо аллюзий на настоящую жизнь Бориса Карлоффа в фильме использовались сцены из реальных фильмов в которых он снимался. Сцены из фильма «Страх» (1963) показывали в открытом кинотеатре в конце фильма, а сцена из фильма «Уголовный кодекс (фильм)» (1930) идет по телевизору в номере отеля в котором проживает герой Карлоффа.
Это была дебютная работа Питера Богдановича в качестве режиссёра. Свой первый опыт он получил, работая с Роджером Корманом, который и предложил ему снять этот фильм. Борис Карлофф должен был Корману ещё два дня съёмок и по его условиям теперь должен был сняться у Богдановича. Питер Богданович столкнулся с проблемой необходимости снимать фильм с главным героем, который был доступен только в течение двух дней, использовать материал из фильма, который ему совсем не нравился, и практически не иметь денег для всего. С бюджетом всего 125 000 долларов и поддержкой Сэмюэля Фуллера, о котором не упоминалось позже, молодой режиссёр смог завершить свою работу в Paramount Pictures всего за три недели. Незадолго до своей смерти Карлофф назвал эту роль одной из самых важных. Для него это стало своего рода лебединой песней.

#### Озвучивание мультфильмов в качестве рассказчика
В 1960-х годах Карлофф всё чаще использовал свой отличительный голос для дубляжа, радио-программ и записи пластинок. В анимационном фильме «Как Гринч украл Рождество» (1966), популярном по сегодняшний день на американском телевидение, он озвучил главного героя. Однако, известную песню «You’re a Mean One, Mr. Grinch» исполнил Турл Равенскрофт, имитировавший голос Карлоффа.
Год спустя Карлофф озвучивал кукольный фильм «Сумасшедшая вечеринка чудовищ» (1967), режиссёром которого стал Жюль Басс. В нём барон Борис фон Франкенштейн приглашает всех героев фильмов ужасов — от оборотней до вампиров и, конечно, монстра Франкенштейна — на вечеринку в свой замок. Кукла барона Бориса имеет отдалённое сходство с Карлоффом. В первую очередь фильм был предназначен для детей и напоминает по своим особенностям Маппет-шоу.
Менее известным фильмом Жюля Басса является «Мечтатель» (1966). История о юности и развитии сказок Ханса Кристиана Андерсена. В нём Карлофф озвучивал Крысу в эпизоде «Дюймовочка».
В это время Борис Карлофф также записывал пластинки, на которых он читал сказки и рассказы разных писателей, но также и полные романы, такие как «Посмертные записки Пиквикского клуба» Чарльза Диккенса. Также была записана сказка Сергея Прокофьева «Петя и волк» с симфоническим оркестром Венской государственной оперы и Борисом Карлоффом в качестве рассказчика. Эти записи по-прежнему популярны в англоязычных странах и доступны в виде аудиокниг.

#### Последние годы и смерть в Англии
После съёмок последнего телевизионного фильма в США и уже упоминавшихся мексиканских фильмов, Карлофф переехал со своей женой домой в Англию, где некоторое время он владел домом в Лондоне в районе Кенсингтон и загородным домом в Гэмпшире. Там он жил как английский джентльмен, работал в саду, насколько позволяло его здоровье, ходил на крикет и разводил собак. Однако переход от калифорнийского климата к влажной погоде в Англии пагубно повлиял на здоровье Карлоффа: 2 февраля 1969 года Борис Карлофф умер в возрасте 81 года от последствий пневмонии в больнице в Мидхерсте. Он был кремирован и похоронен в крематории Гилфорда в Годалминге, графство Суррей. По просьбе актёра похороны прошли в простой обстановке и без участия общественности.

## Влияние

### Борис Карлофф в искусстве, музыке и кино
Несмотря на более чем 50-летнюю профессиональную карьеру, Карлофф играл самые разные роли в кино, на телевидение и театре, но в обществе до сих пор он ассоциируется с чудовищем Франкенштейна, особенно в Европе. За этой фигурой, которую он воплотил в фильме всего три раза, почти полностью исчез человеческий облик Бориса Карлоффа. Угловатая голова монстра с печально-пустым взглядом стала иконой сюрреалистического ужаса и сделала Карлоффа бессмертным. Уже в 1938 году маска монстра стала символом большой выставки сюрреализма в Париже.
Оригинальный постер фильма «Франкенштейн» (1931) с Карлоффом в маске монстра, был продан на аукционе в 1994 году за 198 000 долларов — самая большая сумма, которую когда-либо достигал оригинальный постер к фильму. Три года спустя на аукционе Сотбис был продан оригинальный постер «Мумия» (1932) за рекордную сумму более 450 000 долларов. В настоящее время большей суммы достиг только постер к фильму Фрица Ланга «Метрополис» — около 600 000 долларов.
Также Федеральной почтой США были выпущены три вида марок с портретом Карлоффа. В серии «Монстры в кино: Классика» (Famous Movie Monsters) в 1997 году 3-я марка посвящена фильму «Франкенштейн» (1931), 4-я фильму «Мумия» (1932). В 2003 году вышла марка из серии «Американское кино: За кулисами» (American filmmaking: Behind the scenes), где Карлоффу накладывают грим монстра Франкенштейна.
Художественные портреты Бориса Карлоффа можно увидеть в Национальной портретной галерее в Лондоне: рисунок Николая Фешина 1930-х годов и фотографии Юсуфа Карша и Бена Пиншота 1940-х годов.
В мае 1962 года Бобби Пикэтт совместно с Леонардом Капиззи посвятили песню «Monster Mash» Борису Карлоффу, которая впоследствии стала хитом и неотъемлемой частью Хеллоуина. Пикэтт подражал в нём голосу Карлоффа и при выступлениях двигался подобно чудовищу Франкенштейна. Карлоффу песня понравилась.
В США, Великобритании, Германии и Скандинавии Борис Карлофф имеет культовый статус прежде всего в виде монстра Франкенштейна. Некоторые группы и музыканты, такие как Misfits, The Spook, Frankenstein, The Monsters и Frankenstein Drag Queens ссылаются на него в своих песнях и названиях. Британский панк-рокер Билли Карлофф, шотландская группа Karloff или Кристофер Карлофф из британской рок-группы Kasabian получили свои сценические имена непосредственно от него. Борис Карлофф также упоминается в песне «Monsterparty» группы Die Ärzte.
В биографическом фильме «Боги и монстры» Билла Кондона про режиссёра фильмов о Франкенштейне Джеймсе Уэйле, Бориса Карлоффа сыграл Джек Беттс, который выглядит удивительно похожим на него; монстра Франкенштейна сыграл египетский актёр Амир Абулела.
В фильме «Дух улья», созданном в 1973 году испанским режиссёром Виктором Эрисом, семилетняя Ана Торрент играет маленькую девочку, которая вместе со своей старшей сестрой смотрит фильм «Франкенштейн» 1931 года в передвижном кинотеатре, который производит огромное впечатление на неё. Ана верит, что если закрыть глаза и позвать монстра, то он придёт, и тайно отправляется на его поиски.
В феврале 2006 года известный кинотеатр Film Forum в Нью-Йорке организовал недельную ретроспективу Бориса Карлоффа с 14 фильмами по случаю 75-летия «Франкенштейна». Были показаны не только известные классические фильмы ужасов и «Мишени», но и редко показывавшиеся фильмы, такие как «Взятка»(1931), «Потерянный патруль» (1934), «Виновное поколение» (1931). Среди выступавших были Питер Богданович и Роберт Дэй, режиссёр и продюсер английского фильма ужасов «Хватка душителя» (1958). Также был показан фильм «Дух улья» (1973).
Фильмы и памятные вещи о Борисе Карлоффе также хранятся в Американском музее движущегося изображения в Куинсе в Нью-Йорке. Репродукции Бориса Карлоффа в роли Монстра Франкенштейна и Мумии расположены в восковых музеях в Голливуде, Сан-Франциско и Нью-Йорке.
Сара Карлофф и её семья владеют правами товарного знака на внешний вид, изображение, имя, голос и подпись своего отца, которые с 1992 года предоставляет соответствующие лицензии через компанию Karloff Enterprises. Также был урегулирован судебный процесс, который вёлся с 2001 года с компанией Universal, на права за использование образа Карлоффа в виде монстра Франкенштейна и Мумии, в пользу Сары Карлофф.
Спустя десять лет после смерти Бориса Карлоффа, его нарисованный портрет, украшал популярный журнал комиксов Boris Karloff’s Tales of Mystery компании Gold Key Comics; издательство получило свою известность благодаря комиксам по телесериалу «Звёздный путь».

### Мемориалы
Мемориальная доска в честь Бориса Карлоффа размещена на доме семьи Пратт в Камберуэлле, в Восточном Дулвиче, Саутуарке, Лондоне — ранее старый викторианский жилой район. В настоящее время он в основном населён мигрантами и художниками.
Другая мемориальная доска расположена в церкви Святого Павла в Ковент-Гардене, Лондон; там была проведена поминальная служба после смерти актёра.
Третья табличка находится в Саду Памяти, где он похоронен в Суррее.
Карлофф имеет две звезды на Аллее славы в Голливуде: Виноградная улица 1737 и Голливуд Бульвар 6664.
В 2018 году был назван в его честь астероид: 101383 Karloff (1998 UK23).

### Книги о Борисе Карлоффе
Выдающийся вклад Карлоффа в жанр фильмов ужасов в фильмах «Франкенштейн», «Невеста Франкенштейна», «Мумия», «Ворон», «Похититель тел» и «Мишени», широко признан в кино-энциклопедиях и справочниках. Несколько книг о нём, изданных в США, были написаны и одобрены кругом авторов Сары Карлофф, и она является соавтором одной из них. Сара очень старается представить публике только полностью позитивный образ Бориса Карлоффа, как образованного британского джентльмена.

## Дополнительная информация

### Политическая деятельность и Гильдия киноактёров США
Карлофф был 9-м членом из основателей Гильдии киноактёров и участвовал в ранних встречах Американской федерации художников телевидения и радио. Он вступил в Гильдию 19 июля 1933 года, после того, как ему пришлось работать без защиты во время съёмок фильма «Франкенштейн» в 1931 году в течение 25 часов без перерыва в своем тяжёлом костюме. Он также был раздражён тем, что несмотря на его успех, в продлении контракта с Universal, его еженедельная плата в размере 1000 долларов была произвольно сокращена. Бориса Карлоффа тепло помнят как одного из самых любимых членов правления в истории Гильдии. Те, кто знал его, называли его «Дорогой Борис». С 1933 по 1949 год он был членом совета директоров. Завершил свою работу в качестве заместителя совета в 1951 году.
Карлофф выступал против Академии кинематографических искусств и наук до конца своей жизни, поскольку, по его мнению, она представляла интересы только студий, а не актёров — как в финансовом, так и в художественном плане. Ни при каких обстоятельствах он даже не принял бы награду Академии Оскар за свою жизнь; по крайней мере, так говорил журналист Билл Уоррен после разговора с Борисом Карлоффом в 1968 году. Карлофф никогда не был номинирован на Оскар; тем не менее, голоса сторонников в настоящее время возрастают, чтобы посмертно наградить актёра почётным Оскаром.